# Zijah Sokolović
Zijah Sokolović, bosanskohercegovski igralec, režiser in pisec, * 22. december 1950, Sarajevo, Bosna in Hercegovina, Jugoslavija.
Sokolović je v rodnem Sarajevu diplomiral na Akademiji za scenske umetnosti. Igralsko kariero je začel v Malem pozorištu (Kamerni teater 55), kasneje pa je igral in režiral v številnih gledališčih bivše Jugoslavije. Poznan je tudi kot filmski igralec, ki je igral tudi v slovenskih filmih; Barabe! (2001), Outsider (1997), Hudodelci (1987) in Generacija 71 (2011). Za svoje delo je prejel celo vrsto priznanj, med drugimi dve Sterijini nagradi in Zlato areno.
Najbolj znan je po svojih monodramah, med katerimi sta najbolj znani »Glumac … je glumac … je glumac« (1978) in »Cabares Cabarei« (1993). Po dogodkih, ki so v začetku devetdesetih let dvajsetega stoletja pripeljali do razpada Jugoslavije, se je najprej izselil v Ljubljano, od leta 1992 pa živi na Dunaju in poučuje igro kot gostujoči docent na zasebnem vseučilišču Bruckner Konservatorium, hkrati pa je tudi direktor otroškega gledališča Theaterland v Salzburgu. Sokolović je tudi avtor več televizijskih otroških oddaj.
Svojo kultno monodramo Glumac...je glumac...je glumac je krstno uprizoril 30. marca 1978 v domačem Sarajevu. Do sredine leta 2008 je predstavo videlo več kot 500.000 gledalcev v 20 državah sveta. Odigralo jo je 17 igralcev, prevedena pa je v 5 jezikov. Predstava je bila premierno odigrana na Dunaju, v Parizu, Varšavi Londonu, Berlinu, New Yorku, Sydneyju in Trstu.